# Symphorus nematophorus
Symphorus nematophorus är en fiskart som först beskrevs av Bleeker, 1860.  Symphorus nematophorus ingår i släktet Symphorus och familjen Lutjanidae. Inga underarter finns listade i Catalogue of Life.